# Giovanni V di Bretagna
Giovanni V di Bretagna (1339 – Nantes, 2 novembre 1399) fu Duca di Bretagna e Conte di Montfort dal 1345 e Conte di Richmond, dal 1372, alla morte.

## Origine
Secondo le Mémoires pour servir de preuves à l'Histoire ecclésiastique et civile de Bretagne, Tome I, Giovanni era l'unico figlio maschio del Conte di Richmond, duca pretendente di Bretagna e conte di Montfort, Giovanni IV e della moglie, Giovanna, figlia del Conte di Nevers, Luigi I, e della moglie, la Contessa di Rethel, Giovanna, come ci conferma la Continuation anonyme de la Chronique de Jean de S. Victor, pur senza nominarla, ricorda che la contessa Giovanna, dopo essere rimasta vedova, rientrò nella contea di Bethel, e ricevette in dote metà della contea di Nevers.
 Giovanna di Rethel (morta nel 1325), figlia di Ugo IV, Conte di Rethel, e di Isabella di Grandpré.
Giovanni IV di Bretagna, ancora secondo le Mémoires pour servir de preuves à l'Histoire ecclésiastique et civile de Bretagne, Tome I, era il figlio maschio primogenito del visconte di Limoges e Conte di Richmond, duca di Bretagna, Pari di Francia e conte di Penthièvre, Arturo II e della sua seconda moglie, l'ex regina consorte di Scozia e futura contessa di Montfort-l'Amaury, Iolanda di Dreux, che, secondo il Florentii Wigorniensis monachi Chronicon, era figlia del conte di Dreux, Roberto IV e di Beatrice di Montfort, che secondo gli Obituaires de la province de Sens. Tome 2, era figlia del conte di Montfort, Giovanni I e di Giovanna, signora di Chateaudun.

## Biografia
Quando Giovanni aveva solo due anni morì suo zio, il Duca di Bretagna e conte di Richmond, Giovanni, fratellastro di suo padre. Secondo il Chronicon Britannicum, Giovanni III morì nel 1341 (MCCCXLI obiit Johannes dux Britanniæ), il 30 aprile (ultima die mentis aprilis), precisando che fondò una cappella presso le mura di Nantes (capellam SS. Donationi et Rogatiani prope muros civitatis Nannetensis).
Dopo la morte di Giovanni III, per la successione al ducato ci furono due pretendenti: suo padre, Giovanni e Carlo di Blois, marito della contessa di Penthièvre, Giovanna, figlia di Guido, fratello di Giovanni III. Entrambi i pretendenti chiesero di rendere omaggio al re di Francia, Filippo VI; la corte di Parigi, dopo lunghe discussioni, si pronunciò a favore del nipote del re, Carlo di Blois; la Bretagna però era divisa, la parte orientale dove la terra era più fertile e si parlava francese, avendo rapporti con l'Angiò e la Francia, parteggiava per Carlo, mentre la parte occidentale, più brulle e selvaggia, dove si parlava il bretone, parteggiava per Giovanni di Montfort.

Il suo blasone

### La disputa per il titolo ducale
Suo padre, Giovanni di Montfort, che era appoggiato dal re d'Inghilterra, Edoardo III ed aveva supporto nella zona occidentale del ducato, iniziò una guerra per la successione del ducato, che si innestò in quella dei cent'anni: (Filippo VI di Valois appoggiava Carlo, Edoardo III Plantageneto sosteneva Giovanni).
Suo padre, Giovanni di Montfort stabilì la sua sede a Nantes, che fu assediata a conquistata da Carlo e Filippo VI il 21 novembre 1341. Suo padre fu catturato e imprigionato nel palazzo del Louvre, ma i suoi sostenitori, animati dalla moglie, la madre di Giovanni, Giovanna di Fiandra, continuarono a combattere. Suo padre, Giovanni di Montfort riuscì a fuggire e, nel 1344, raggiunse l'Inghilterra, e , l'anno dopo, rese omaggio a Edoardo III, per il ducato di Bretagna.
In quello stesso 1345 rientrò in Bretagna, al seguito di un esercito inglese.
Secondo le Mémoires pour servir de preuves à l'Histoire ecclésiastique et civile de Bretagne, Tome I, suo padre, Giovanni di Montfort (nobilis Johannes comes Montisfortis filius Arturi frater Johannis et pater Johannis ducis) si ammalò e morì nel 1345, nei pressi di Hennebont, essendo al seguito degli inglesi che assediavano Quimper, lasciando come erede il figlio, Giovanni, ancora minorenne.
Dopo la morte del padre, sua madre, Giovanna di Fiandra continuò la lotta per proteggere i diritti di Giovanni.
Per il forte ruolo suo e di Giovanna di Penthièvre nella guerra di successione bretone, il conflitto è anche detto "guerra delle due Giovanne".

Sua madre, Giovanna, nel 1343, si era recata, coi figli, Giovanni e Giovanna, in Inghilterra, vivendo inizialmente alla corte di Edoardo III; poi, però, fu esiliata nella contea di York; secondo lo storico francese considerato il padre della storiografia bretone, Arthur de La Borderie, dal mese di dicembre di quello stesso anno, Giovanna fu relegata, sotto custodia, nel castello di Tickhill (South Yorkshire), mentre i figli vivevano a Londra; Arthur de La Borderie ritiene che questo improvviso mutamento di Edoardo III, nei confronti di Giovanna, sia dovuto al fatto che la duchessa, che prima era tenuta in grande considerazione, fosse diventata pazza, passando il resto della sua esistenza, anche cambiando dimora, ma sempre sotto custodia, sino al febbraio 1374, quando viene citata per l'ultima volta. Si presume che, poco dopo quella data, morì folle in Inghilterra.
Dopo l'allontanamento della madre, Edoardo III divenne il tutore di Giovanni, che rimase solo la sua tutela sino al 1362;
Nel 1362, Giovanni, liberato dalla tutela, ritornò in Bretagna, e per prima cosa, cercò di venire a patti con Carlo di Blois; ma Giovanna di Penthièvre non acconsentì alcuna trattativa, per cui la guerra riprese e Giovanni fu spalleggiato dagli inglesi, mentre Giovanna e Carlo di Blois furono sostenuti dall'esercito di Bertrand du Guesclin; il 29 settembre 1364, nella Battaglia di Auray, Carlo morì e il Du Guesclin fu fatto prigioniero e la guerra stessa finì con la vittoria degli inglesi e l'insediamento sul trono ducale di Giovanni, V duca di Bretagna. La vedova di Carlo, Giovanna di Penthièvre, con grandi difficoltà, fu costretta a firmare il Primo trattato di Guérande il 12 aprile 1365 in cui cedeva il titolo ducale con tutti i poteri a Giovanni, figlio di Giovanni di Montfort, che divenne Giovanni V e che rese omaggio al re di Francia, ma rimanendo in cui suo fedele a Edoardo III.

### Gioie e dolori della corona ducale

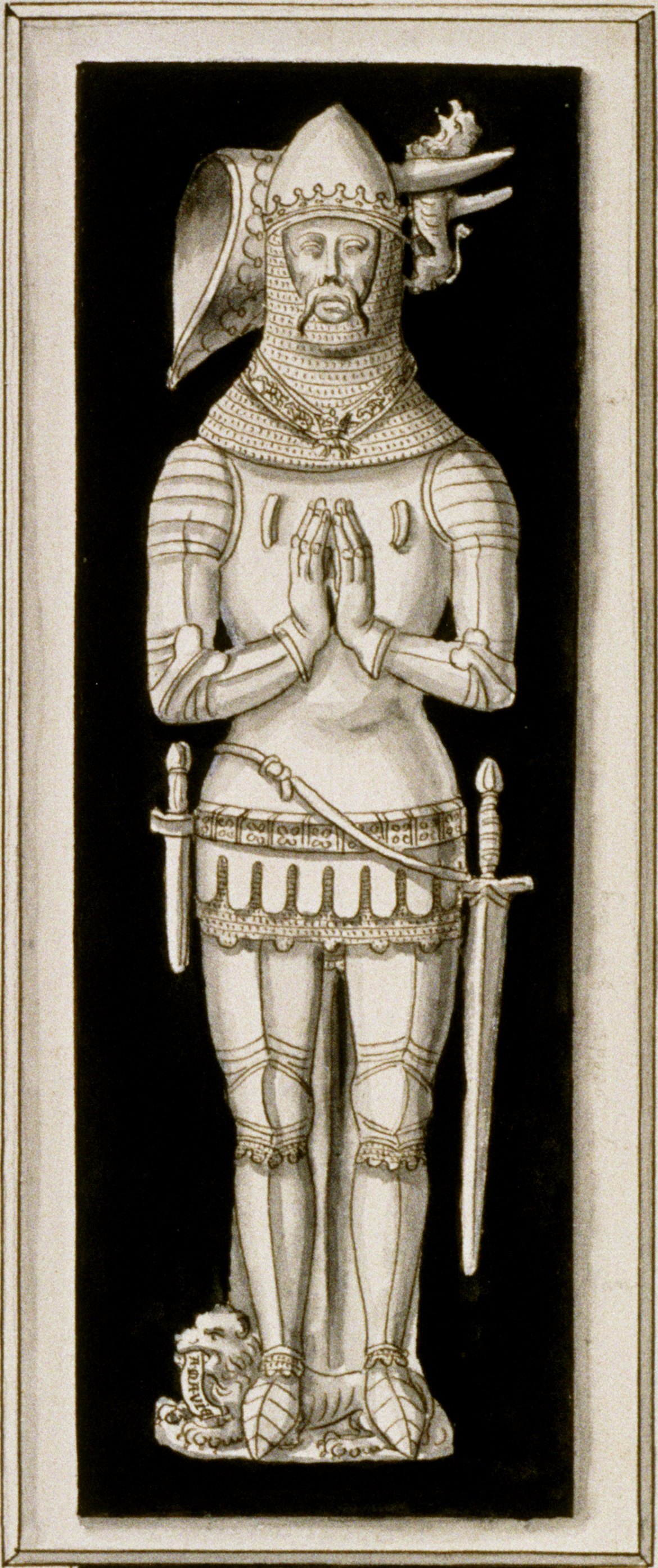

Giovanni aveva vinto con l'aiuto inglese che ora reclamavano la contropartita, parecchi baroni britannici ebbero posizioni di potere in Bretagna, specialmente per controllare le roccaforti nei dintorni di Brest, cosa che diede agli inglesi pieno accesso ai porti bretoni e che divenne una vera e propria rendita per la corona britannica. Ovviamente tale situazione non poteva piacere ai nobili francesi e tantomeno a quelli bretoni e Giovanni alla fine si dichiarò vassallo del re Carlo V di Francia invece che di Edoardo III d'Inghilterra. Questo gesto non bastò tuttavia a placare il malanimo degli aristocratici che vedevano la presenza dei nobili inglesi e delle loro truppe come un fattore destabilizzante.
Dopo che la guerra dei cent'anni tra francesi ed inglesi era ripresa, nel 1372, Giovanni aveva accolto le truppe inglesi che, sconfitte si erano ritirate lungo la Loira ed erano giunte in Bretagna e tradendo l'omaggio che aveva reso al re di Francia, Carlo V, ritornò all'alleanza inglese, ed Edoardo III, gli inviò delle truppe; fu in quel periodo che Giovanni fu creato (ottava creazione) conte di Richmond; ma, con i baroni bretoni che si defilavano Giovanni non fu in grado di sostenere alla pressione che Carlo V agì su di lui e sulla Bretagna: privato del supporto locale Giovanni, nel 1373 dovette di nuovo riparare in Inghilterra; alla fine di quello stesso anno, solo quattro fortezze erano rimaste in mano inglese.
Negli anni Carlo V fece l'errore di provare ad annettere completamente la Bretagna al regno di Francia, per fare questo, nel 1378, prima processò e condannò Giovanni per fellonia, quindi spedì Bertrand du Guesclin dandogli il compito di sottomettere i bretoni anche con la forza.
L'anno successivo i nobili bretoni, a cui si era unita anche Giovanna di Penthièvre, chiesero a Giovanni di tornare in patria. Giovanni accettò e sbarcò a Dinard, rapidamente con l'aiuto dei nobili locali si riprese il ducato e cacciò i francesi, che cercarono di resistere; ma anche il connestabile di Francia, Bertrand du Guesclin, che era fedele al suo re, ma era anche bretone, non si impegnò molto, ma si recò a combattere nella Francia centrale, dove morì, nel 1380.
Prima di morire, anche Carlo V cercò di venire a patti con Giovanni V.
A quel punto gli inglesi colsero l'occasione per sbarcare a Calais sotto il comando di Tommaso Plantageneto, I duca di Gloucester che marciò verso Nantes per prenderne possesso. Giovanni in quel momento aveva già stretto un accordo con il nuovo sovrano Carlo VI di Francia e questa volta furono i francesi a intervenire facendo evitare lo scontro.
Da quel momento Giovanni resse il ducato mantenendosi in pace sia con l'Inghilterra che con la Francia per oltre un decennio, cercando di evitare di legarsi strettamente agli inglesi.
Giovanni, nel 1385, redasse il suo testamento in cui fece richiesta di essere sepolto nella chiesa di San Pietro a Nantes e dove destina una proprietà alla sorella Giovanna (sœur de pere et de mere la Dame de Basset).
Tra Giovanni V ed il nuovo Connestabile di Francia, Olivier V de Clisson, non correva buon sangue: Giovanni nel 1387, aveva mandato a monte una spedizione navale del Crasson contro gli inglesi, e nel 1390, aveva ostacolato una spedizione in Italia per portare l'Antipapa Clemente VII sul soglio pontificio di Roma.
Nel 1392, Giovanni V istigò il nobile Pierre de Craon, ad assassinare Clisson, che se la cavò con una leggera ferita; il re Carlo VI di Francia, non sopportando l'oltraggio, e avendo richiesto inutilmente la consegna del Craon, decise per una spedizione punitiva contro la Bretagna; ma durante l'avvicinamento, nella zona di Le Mans, il re fu colto da follia e la spedizione rientrò.
I famigliari del sovrano accusarono Clisson e agirono legalmente contro di lui nel tentativo di minare la sua posizione politica. A quel punto fu Clisson a dover fuggire.
Nel 1396, ci fu la rappacificazione tra Giovanni V e Carlo VI, con la stipulazione di un contratto di matrimonio tra il maschio primogenito di Giovanni, Pietro (che il padre volle ribattezzare col nome di Giovanni), e Giovanna, una delle figlie di Carlo VI.
Il Clisson cercò rifugio in Bretagna, si riconciliò con Giovanni e dal 1397 divenne uno dei suoi più fidati consiglieri. Nello stesso anno Giovanni cercò anche di far uscire Brest dal controllo britannico avvalendosi di pressioni diplomatiche e di allettamenti monetari.
Giovanni morì due anni più tardi, nel 1399, il Chronicon Britanicum riporta la morte di Giovanni (Johannes Britanniæ dux) il 2 novembre (II mensis novembris) 1399 (MCCCXCIX), a Nantes (in castro de turre nova Nannetensi) e fu sepolto nella chiesa di San Pietro a Nantes (in choro ecclesiæ B. Petri Nannetensis).
Dopo la morte di Giovanni V, il re di Francia Carlo VI, ottenne la tutela di tutti i figli di Giovanni, i quali erano tutti ancora minorenni, incluso il nuovo duca Giovanni.

## Matrimoni e discendenza
Giovanni (Johannes dux Britanniæ comes Montisfortis et Richemundiæ) aveva sposato, il 3 luglio 1361, Maria Plantageneto (10 ottobre 1344-dicembre 1362), figlia di Edoardo III d'Inghilterra (Mariam filiam regis Angliæ) e di Filippa di Hainaut.
Da Maria Giovanni non ebbe figli.
Dopo essere rimasto vedovo, Giovanni (Johannes dux Britanniæ comes Montisfortis et Richemundiæ), nel maggio 1366, si sposò, in seconde nozze con Giovanna di Kent (1350-1384), figlia di Thomas Holland, I conte di Kent e della principessa del Galles e quarta contessa di Kent, Giovanna di Kent (Johannam filiam principisse Galliæ et Aquitaniæ) (Giovanna di Kent, dopo essere rimasta vedova del marito, Thomas Holland, si era risposata con il principe di Galles, Edoardo (Edwardus princeps Walliæ)).
Anche da Giovanna Giovanni non ebbe figli.
Dopo essere rimasto vedovo, per la seconda volta, nel 1386, a Saillé-près-Guérande (in villa de Saille in parrocchia Guerrandiæ) Giovanni (Johannes dux Britanniæ comes Montisfortis et Richemundiæ), si sposò in terze nozze, con Giovanna di Navarra, figlia di Carlo II di Navarra (Johannam filiam regis Navarræ), e di Giovanna di Francia.
Giovanni da Giovanna ebbe nove figli:
- Giovanna (12 agosto 1387-7 dicembre 1388); la nascita[32] e la morte[33] sono riportati dal Chronicon Britanicum
- Isabella (nata 1388)
- Pietro (24 Dicembre 1389-29 Agosto 1442), Duca di Bretagna, conte di Montfort e titolare del Contado di Richmond[34]
- Maria (18 febbraio 1391-18 dicembre 1446 che sposò Giovanni I d'Alençon[35]
- Margherita (1392-13 aprile 1428), che sposò Alano IX di Rohan[36]
- Arturo (24 Agosto 1393-26 Dicembre 1458), signore di Parthenay, conte di Richmond in Inghilterra, duca di Bretagna e conte di Montfort[37]
- Egidio (24 agosto 1393-19 luglio 1412)[38]
- Riccardo (1395-2 Giugno 1438)[39], che sposò Margherita di Valois-Orléans
- Bianca (1397-dopo il 1419) che sposò il Conte di Rodez, conte d'Armagnac e di Fezensac, Giovanni IV[36].

## Ascendenza
|                         |                        |                            | Genitori                     |  |  | Nonni |  |  | Bisnonni                |  |  | Trisnonni              |  |
|                         |                        |                            |                              |  |  |       |  |  | Giovanni II di Bretagna |  |  | Giovanni I di Bretagna |  |
|                         |                        |                            |                              |  |  |       |  |  | Giovanni II di Bretagna |  |  | Giovanni I di Bretagna |  |
|                         |                        | Bianca di Navarra          |                              |  |  |       |  |  | Giovanni II di Bretagna |  |  |                        |  |
| Arturo II di Bretagna   |                        |                            |                              |  |  |       |  |  | Giovanni II di Bretagna |  |  |                        |  |
|                         |                        | Beatrice d'Inghilterra     | Enrico III d'Inghilterra     |  |  |       |  |  |                         |  |  |                        |  |
|                         |                        | Beatrice d'Inghilterra     | Enrico III d'Inghilterra     |  |  |       |  |  |                         |  |  |                        |  |
|                         |                        | Beatrice d'Inghilterra     | Eleonora di Provenza         |  |  |       |  |  |                         |  |  |                        |  |
| Giovanni IV di Bretagna |                        | Beatrice d'Inghilterra     |                              |  |  |       |  |  |                         |  |  |                        |  |
|                         |                        | Roberto IV di Dreux        | Giovanni I di Dreux          |  |  |       |  |  |                         |  |  |                        |  |
|                         |                        | Roberto IV di Dreux        | Giovanni I di Dreux          |  |  |       |  |  |                         |  |  |                        |  |
|                         |                        | Roberto IV di Dreux        | Maria di Borbone             |  |  |       |  |  |                         |  |  |                        |  |
| Iolanda di Dreux        |                        | Roberto IV di Dreux        |                              |  |  |       |  |  |                         |  |  |                        |  |
|                         |                        | Beatrice di Montfort       | Giovanni I di Montfort       |  |  |       |  |  |                         |  |  |                        |  |
|                         |                        | Beatrice di Montfort       | Giovanni I di Montfort       |  |  |       |  |  |                         |  |  |                        |  |
|                         |                        | Beatrice di Montfort       | Giovanna di Chateaudun       |  |  |       |  |  |                         |  |  |                        |  |
| Giovanni V di Bretagna  |                        | Beatrice di Montfort       |                              |  |  |       |  |  |                         |  |  |                        |  |
|                         | Roberto III di Fiandra | Guido di Dampierre         |                              |  |  |       |  |  |                         |  |  |                        |  |
|                         | Roberto III di Fiandra | Guido di Dampierre         |                              |  |  |       |  |  |                         |  |  |                        |  |
|                         | Roberto III di Fiandra | Matilde di Béthune         |                              |  |  |       |  |  |                         |  |  |                        |  |
| Luigi I di Nevers       | Roberto III di Fiandra |                            |                              |  |  |       |  |  |                         |  |  |                        |  |
|                         |                        | Iolanda di Borgogna-Nevers | Oddone di Borgogna           |  |  |       |  |  |                         |  |  |                        |  |
|                         |                        | Iolanda di Borgogna-Nevers | Oddone di Borgogna           |  |  |       |  |  |                         |  |  |                        |  |
|                         |                        | Iolanda di Borgogna-Nevers | Matilde di Borbone-Dampierre |  |  |       |  |  |                         |  |  |                        |  |
| Giovanna di Fiandra     |                        | Iolanda di Borgogna-Nevers |                              |  |  |       |  |  |                         |  |  |                        |  |
|                         |                        | Ugo IV di Rethel           | …                            |  |  |       |  |  |                         |  |  |                        |  |
|                         |                        | Ugo IV di Rethel           | …                            |  |  |       |  |  |                         |  |  |                        |  |
|                         |                        | Ugo IV di Rethel           | …                            |  |  |       |  |  |                         |  |  |                        |  |
| Giovanna di Rethel      |                        | Ugo IV di Rethel           |                              |  |  |       |  |  |                         |  |  |                        |  |
|                         |                        | Isabella di Grandpré       | …                            |  |  |       |  |  |                         |  |  |                        |  |
|                         |                        | Isabella di Grandpré       | …                            |  |  |       |  |  |                         |  |  |                        |  |
|                         |                        | Isabella di Grandpré       | …                            |  |  |       |  |  |                         |  |  |                        |  |
|                         |                        | Isabella di Grandpré       |                              |  |  |       |  |  |                         |  |  |                        |  |

### Fonti primarie
- (LA)  Rerum Gallicarum et Francicarum Scriptores, tomus XXI.
- (LA, FR)  Mémoires pour servir de preuves à l´histoire ecclésiastique et civile de Bretagne, Tome I.
- (LA, FR)  Mémoires pour servir de preuves à l´histoire ecclésiastique et civile de Bretagne, Tome II.
- (LA)  Obituaires de la province de Sens. Tome 2.

### Letteratura storiografica
- A. Coville, "Francia: la guerra dei cent'anni (fino al 1380)", cap. XVI, vol. VI (Declino dell'impero e del papato e sviluppo degli stati nazionali) della Storia del Mondo Medievale, 1999, pp. 608–641.
- A. Coville, "Francia: armagnacchi e borgognoni (1380-1422)", cap. XVII, vol. VI (Declino dell'impero e del papato e sviluppo degli stati nazionali) della Storia del Mondo Medievale, 1999, pp. 642–672.
- (FR)  Histoire de Bretagne. 3 / par Arthur Le Moyne de La Borderie.